# Peter Case
Peter Case (Buffalo (New York), 5 april 1954) is een Amerikaanse rock-'n-roll-, blues- en folkmuzikant (gitaar, piano, orgel, basgitaar, harmonica) en singer-songwriter.

## Carrière
Case werd geboren in Buffalo, in het westen van de staat New York. Hij woonde in het nabijgelegen Hamburg. 
Hij schreef zijn eerste eigen nummer Stay Away in 1965 op 11-jarige leeftijd. Als veteraan van verschillende rockbands en het lokale barcircuit als tiener, stopte Case met school op 15-jarige leeftijd (hij zou later een GED verdienen). Nadat hij een aantal jaren had gereisd, arriveerde hij in 1973 in San Francisco, waar hij optrad als straatmuzikant. Tijdens deze periode legde de documentaire Nightshift over het lokale muziekcircuit, geregisseerd door Bert Deivert, de jonge Case vast op film. 
In 1976 werkte hij samen met Jack Lee en Paul Collins om de vroege punkband The Nerves in San Francisco te formeren. Het ep-nummer Hanging on the Telephone uit 1976, werd later opgenomen door Blondie. The Nerves verhuisden op 1 januari 1977 naar Los Angeles en speelden en promootten enkele van de eerste punkachtige shows in die stad, onder meer in The Masque en de Whisky a Go Go. Ze toerden nationaal in 1977, de eerste onafhankelijke band van hun tijd die een nationale tournee deed, omdat ze shows openden voor The Ramones en Mink DeVille en optraden op affiches met The Nuns, Devo en Pere Ubu.
Nadat The Nerves in 1978 weer uit elkaar waren gegaan, vormde Case in 1979 de rock-'n-roll-band The Plimsouls. De Plimsouls werden een van de beste live-bands in Californië, kort na de publicatie van hun debuut-ep Zero Hour bij het Beat Records-label in 1979. Ze groeiden in populariteit en hadden twee grote labelalbums, de eerste bij Planet/Elektra in 1981 en de volgende bij Geffen Records in 1983. In 1982 werd A Million Miles Away uitgebracht als een 12" single bij het Shaky City/Bomp!-label en werd het kenmerkende nummer van de band. Het was een radiohit in Californië en een aantal andere regio's van de Verenigde Staten. Het plaatste zich uiteindelijk op #79 in de Billboard Hot 100. Hun nummers A Million Miles Away, The Oldest Story in the World en Everywhere At Once waren opgenomen in de film Valley Girl (1983), maar tegen de tijd dat die film een cultfavoriet was geworden, was de band uit elkaar. Case trad kort op met Gurf Morlix, Victoria Williams (Case's eerste vrouw) en Warren Tornado Klein als de Incredibly Strung Out Band, maar hun samenwerking resulteerde nooit in een plaat.
Case haalde op zijn eentje door met het titelloze album Peter Case, dat in 1986 werd uitgebracht bij Geffen Records. Geproduceerd door T Bone Burnett en Mitchell Froom, bevatte de plaat drie nummers, mede geschreven door Burnett en één door Victoria Williams en bevatte ook de talenten van Williams, Morlix, Klein, Mike Campbell (van Tom Petty & the Heartbreakers), John Hiatt, Jim Keltner, Jerry Marotta, Roger McGuinn (van The Byrds) en Van Dyke Parks. Een van de nummers op het album, Old Blue Car, werd genomineerd voor een Grammy Award. Robert Palmer koos het album als #1-publicatie voor 1986 in zijn jaaroverzicht voor The New York Times. In 1989 bracht Case het tweede soloalbum The Man With the Blue Post-Modern Fragmented Neo-Traditionalist Guitar uit, dit keer met de hulp van artiesten als David Hidalgo van Los Lobos, Ry Cooder en Benmont Tench. Hoewel het album geen groot commercieel succes was, was het een favoriet van critici en andere muzikanten: Bruce Springsteen verklaarde tegenover het muziekblad Rolling Stone dat hij dat jaar meer dan wie dan ook naar Peter Case luisterde. 
In 1992 scoorde Case een radiohit met het nummer Dream About You, dat piekte op #16 in de Amerikaanse Billboard Modern Rock-hitlijsten. Na het derde album Six-Pack of Love bij Geffen Records, nam Case het live-in-the-studio-album Peter Case Sings Like Hell op met coverversies van folk-, blues- en countrynummers, dat werd uitgebracht bij Case's eigen Travelin' Light label. Case tekende een contract met Vanguard Records en de plaat werd in 1993 opnieuw bij dat label uitgebracht. Zijn volgende Vanguard-plaat Torn Again werd uitgebracht in 1995 en bevat Case met een band, inclusief de ritmesectie van Don Heffington en Jerry Scheff, met Greg Leisz op gitaar. In 1996 werden de Plimsouls herenigd voor de eerste van verschillende reünies. In de jaren 1990 en het begin van de jaren 2000 bleef Case albums uitbrengen als soloartiest, steeds meer akoestisch georiënteerd en bleef hij in clubs en kleine zalen spelen. Torn Again werd gevolgd door Full Service No Waiting (1998), Flying Saucer Blues (2000) en Beeline (2002), allemaal bij Vanguard, naast Thank You St. Jude (2001), een in eigen beheer uitgebrachte cd met David Perales op viool en achtergrondzang. In een recensie van Flying Saucer Blues verklaarde criticus Bill Wasserzieher: Ik ben ervan overtuigd dat niemand van Case's generatie betere nummers schrijft of beter werkt in de traditie van Woody Guthrie.
In 2004 bracht Vanguard Who's Gonna Go Your Crooked Mile uit, een compilatie van nummers van zijn albums voor het label, die ook de twee niet eerder opgenomen nummers Wake Up Call en My Generation's Golden Handcuff Blues bevatten. Beide nummers waren het bewijs van Case's sterke politieke overtuiging. Eind jaren 1990 was hij curator van het muzikale programma van het Getty Museum in Los Angeles. In 2001 organiseerde, produceerde en speelde hij op Avalon Blues, een eerbetoon aan de bluesmuziekpionier Mississippi John Hurt, die werd genomineerd voor de 2002 Grammy Award voor «Best Traditional Folk Album». Case speelde ook Beatles-nummers in de Hollywood Bowl met George Martin. De solo-optredens van Case bevatten zijn eigen composities en covers van liedjes van Memphis Minnie, Sleepy John Estes, Bob Dylan, Neil Young en anderen. Hij geeft regelmatig workshops songwriting in Californië, waar hij nu woont en op andere locaties. In februari 2006 bracht Hungry for Music, een non-profitorganisatie gevestigd in Washington D.C., een eerbetoon met drie schijven uit aan Case, getiteld A Case for Case. De set bevatte coverversies van Case's liedjes uitgevoerd door verschillende artiesten, waaronder John Prine, Susan Cowsill, Joe Ely, Dave Alvin, Maura O'Connell en anderen.
In 2006 begon Case op zijn blog secties te plaatsen van de memoire As Far As You Can Get Without a Passport, dat vervolgens in januari 2007 in boekvorm werd uitgegeven door Everthemore Books. De memoires behandelen Case's zeer vroege dagen vanaf het moment dat hij zijn geboortestad New York verliet en uiteindelijk zong en speelde in de straten van San Francisco. Deze periode vormde de inspiratiebron voor enkele van zijn meest memorabele liedjes, waaronder Entella Hotel en Travellin' Light (beide uitgebracht op The Man With the Blue Post-Modern Fragmented Neo-Traditionalist Guitar). John Doe, mede-oprichter van de Los Angeles punkband X, leverde een inleiding op het boek. 
Case is doorgegaan met het schrijven en plaatsen van autobiografisch aanvullend materiaal. Op 6 december 2007 werd zijn album Let Us Now Praise Sleepy John genomineerd voor een Grammy Award voor «Best Traditional Folk Album». Deze plaat is geproduceerd door Ian Brennan. Het album bevatte Every 24 Hours, een duet met Richard Thompson op harmoniezang en gitaar, en That Soul Twist, een duet met Merle Haggard pedal-steelman Norm Hamlet.
In januari 2009 onderging Case een hartoperatie, wat leidde tot fondsenwerving door andere muzikanten om zijn medische kosten te helpen dekken. Case's volgende project, de cd/lp Wig! werd op 29 juni 2010 uitgebracht door Yep Roc Records. De plaat was een interpretatie van elektrische blues en bevatte D.J. Bonebrake op drums en Memphis-muzikant Ron Franklin op slide-gitaar en elektrische piano. Case en Franklin componeerden een aantal nummers de dag voor de sessies, die drie dagen duurden. In 2012 werd The Case Files, een compilatie van studio-out-takes, demo's en live shots, uitgebracht door Alive Naturalsound Records. Deze plaat bevatte twee demo's uit 1985 gemaakt met T-Bone Burnett, enkele gesproken woordstukken met muziek van een langer stuk genaamd Bomblight Prayer Vigil en verschillende andere Case-zeldzaamheden.
In december 2014 ging Case de Carriage House-studio in Los Angeles in en nam HWY 62 op, een lp met nieuwe originele nummers, met een band waaronder Ben Harper op leadgitaar, D.J. Bonebrake van X, op drums, toetsenist Jebin Bruni en bassist David Carpenter. Het album is uitgebracht in 2015. In september 2016 werd de heruitgave van zijn debuut soloalbum uitgebreid met 7 extra nummers. 
Op 25 juni 2019 noemde The New York Times Magazine Case onder honderden kunstenaars wier materiaal naar verluidt werd vernietigd bij de grote brand van 1 juni 2008 in Universal Studios Hollywood.

## Reünie tribute toer
In 2012 kondigden oude muzikale partners Case en Paul Collins een reünietour aan als eerbetoon aan hun bands The Nerves, The Breakaways, The Beat en The Plimsouls. De bezetting van de toeringband voor de Collins and Case-tournee werd aangevuld met leden van The Paul Collins Beat (Timm Buechler, bas en Amos Pitsch van Tenement, drums en Tim Schweiger, een ervaren muzikant). Volgens de Los Angeles Times Music Blog van 22 maart 2012 viel de tournee vroegtijdig uit elkaar vanwege muzikale verschillen.

## Privéleven
Case trouwde in 1990 met actrice Diane Sherry. Samen kregen ze twee kinderen. Ze scheidden in 2004.